# Алонсо, Марта Эрика
Ма́рта Э́рика Ало́нсо Ида́льго (исп. Martha Érika Alonso Hidalgo; 17 декабря 1973, Тепеака, Пуэбла, Мексика — 24 декабря 2018, Коронанго, Пуэбла, Мексика) — мексиканский политик от Партии национального действия и первая женщина-губернатор штата Пуэбла. Она находилась на этой должности в течение десяти дней, с 14 по 24 декабря 2018 года, до момента своей гибели в авиакатастрофе. Её супруг Рафаэль Морено Валье Росас, губернатор Пуэблы с 2011 по 2017 год, погиб вместе с ней.

## Биография
Марта Эрика Алонсо Идальго посещала Ибероамериканский университет Пуэблы, где она изучала графический дизайн, и Университет Америкас Пуэбла, который она окончила со степенью магистра в области общественных коммуникаций. Она вышла замуж за Морено Валле в 2004 году.
В 2009 году она стала активным членом Партии национального действия, а с 2011 по 2016 год, в большинстве своём во время срока пребывания её мужа на посту губернатора, она руководила созданием системы Национального интегрального развития семьи штата Пуэбла. Система получила большинство денег во время руководства Алонсо, чем в предыдущих двух штатах правительства. В 2015 году она стала генеральным секретарём государства-участника, занимая свою вторую позицию. Её образование и профессиональный опыт придали ей дополнительное уважение, благодаря чему её признали одной из самых влиятельных первых леди в истории Пуэблы.
14 декабря 2018 года Алонсо стала первой женщиной-губернатором Пуэблы. Всего лишь десять дней спустя, 24 декабря 2018 года, вертолёт с Алонсо, Рафаэлем Морено Валье и другими политическими деятелями Партии национального действия штата потерпел крушение в поле недалеко от города Санта-Мария-Коронанго, в получасе езды от города Пуэбла, в результате чего все пятеро пассажиров, включая экипаж, погибли.